# Waghinak Galystian
Waghinak Galystian (orm. Վաղինակ Գալստյան ; ur. 7 listopada 1973) – ormiański zapaśnik walczący w stylu klasycznym. Dwukrotny olimpijczyk. Zajął dwunaste miejsce w Sydeny 2000 i ósme w Atenach 2004. Walczył w kategorii 63 – 66 kg.
Mistrz świata w 2001. Czwarty na mistrzostwach Europy w 2000 roku.